# Лимбербатт Маккуббинс
Лимбербатт Маккуббинс (англ. Limberbutt McCubbins) — 5-летний домашний кот из города Луисвилл штата Кентукки, в шутку выдвинутый кандидатом на должность Президента США на выборах 2016 года.

## Предвыборная кампания
Идея зарегистрировать кота кандидатом на пост Президента США принадлежала старшекласснику Исааку Вайссу из duPont Manual High School, в чём его поддержала хозяйка животного — 18-летняя Эмили Маккуббинс.
Позже девушка утверждала, что ей звонили чиновники, прося подтвердить американское гражданство Лимбербатта, а также предлагая коту квалифицированных адвокатов.
Представители кандидата вели от его имени официальные аккаунты в Instagram, Twitter и Facebook.
В заявке, поданной в Федеральную избирательную комиссию, было указано, что Лимбербатт представляет Демократическую партию, а на его личном сайте написано, что у кота доброе сердце и он любит Америку.
Агитационным лозунгом животного был выбран «Meow Is the Time» (англ. «Время Мяу».)
Некоторое время спустя он был снят с выборов.